# Unió Popular Republicana
Unió Popular Republicana (UPR) fou un partit polític fundat el 1919 per tal d'aplegar les sensibilitats demòcrata-cristianes d'Alsàcia quan fou incorporada a França el 1918. Es va imposar progressivament com el principal partit a la regió gràcies a la seva xarxa de locals i militants. Era força més conservador que el Partit Democràtic Popular (PDP), l'altra força democristiana d'entreguerres.
Els seus diputats van seure a l'Assemblea Nacional Francesa al costat dels altres parlamentaris de l'Aliança Democràtica (Independents d'Esquerra, Republicans d'Esquerra) fins que el 1932 constituïren el grup Republicans de Centre i el 1936 Independents d'Acció Popular, amb els diputats de la Unió Republicana Lorenesa, secció lorenesa d'UPR.
El 1946, la UPR decidí fusionar-se amb el PDP, URL i altres grups democristians units a la Resistència per a formar el Moviment Republicà Popular (MRP).